# オイスターベイ支線
オイスターベイ支線（英: Oyster Bay Branch）とはニューヨーク州にあるロングアイランド鉄道が所有・運行する鉄道路線およびサービスである。この支線はミネオラ駅のすぐ東で本線から分岐し、北および東へ進みオイスターベイまで結ぶ。

## 歴史
現在オイスターベイ支線として知られているものの第一段階は1865年1月23日にグレンコーブ支線鉄道 (Glen Cove Branch Rail Road) として知られるグレンヘッドへ続くロングアイランド鉄道の支線として開業した。2年後、同鉄道はグレンコーブへ延伸され、1869年4月19日に同線はさらにローカスト・バレーへ延伸された。最後にオイスターベイへ4マイル延伸されるまで、同線は20年間ローカスト・バレーが終端であった。オイスターベイまで建設する理由の1つは、ニューイングランドへの接続を作ることであった。大きな桟橋（現在はフラワーズ・オイスター・カンパニー (Flowers Oyster Company) が所有）が客車のフェリーの上への積み込みを容易にするために建設された。かつては不可能と思われていたニューヨークからボストンへの陸路のサービスが開始されたため、サービスは数年間しか続かなかった。
1928年まで、ウェスト・ヘンプステッド支線への直接接続がミネオラ駅のすぐ東に存在した。この分岐線は本線と交差し、しばしばとガーデンシティ支線 (Garden City Branch) と呼ばれたデルタ線の終端で終了ていた。この支線の旅客営業が廃止されるまで旅客はミネオラ駅で両線を乗り換えた。
2009年には、LIRRはローカスト・バレー駅とオイスターベイ駅の間にあるウェスト・ショア・ロードを跨ぐ橋を取り替えた。

## 駅一覧
| 駅名/ 所在地                                                                                                | 駅の リンク | ペン・ステーションへの 距離（マイル） | 接続/備考 |
| --- | ----------- | ------------------------------------- | --- |
| ジャマイカやそれより西の地点へ続くサービスは、本線を参照                                                    |             |                                       | |
| ミネオラ 、フロント・ストリートとミネオラ・ブルバードの交差点                                               |             | 20.5 (33.0)                           | ポートジェファーソン支線およびロンコンコマ支線 バス（ナッソー・インターカウンティ・エクスプレス）: n22、n23、n24、n40、n41                                                         |
| イースト・ウィリストン 、イースト・ウィリストン・アベニューとペンシルバニア・アベニューの交差点             |             | 21.8                                  | バス（ナッソー・インターカウンティ・エクスプレス）: n22A、n27 電化区間の終端。毎平日、電車列車1本がこの駅に停車する。                                                              |
| アルバートソン 、I・U・ウィレッツ・ロードとアルバートソン・アベニューの交差点                               |             | 22.7                                  | バス（ナッソー・インターカウンティ・エクスプレス）: n27 |
| ロズリン 、リンカーン・アベニューとレイルロード・アベニューの交差点                                         |             | 24.2                                  | バス（ナッソー・インターカウンティ・エクスプレス）: n23、n27 |
| ノース・ロズリン イースト・ヒルズ                                                                           |             |                                       | 当初は1898年から1901年までウィートリー・ヒルズ (Wheatley Hills) と命名。 1924年閉鎖。 現在ポール・コープ本社 (Pall Corp Headquarters) がある場所付近のノーザン・ブルバードにあった |
| グリーンベール 、ヘレン・ストリートから離れた、グレンコーブ・アベニューとグレンコーブ・ロードに挟まれた所   |             | 26.2                                  | バス（ナッソー・インターカウンティ・エクスプレス）: n27 |
| グレンヘッド 、グレンヘッド・アベニューとスクール・ストリートの交差点                                       |             | 27.4                                  | バス（ナッソー・インターカウンティ・エクスプレス）: n27 |
| シー・クリフ グレンコーブ、シー・クリフ・アベニュー、グレンコーブ・アベニューの東                           |             | 28.7                                  | バス（ナッソー・インターカウンティ・エクスプレス）: n27 |
| グレン・ストリート グレンコーブ、シダー・スワンプ・ロード（グレン・ストリート）とエルム・アベニューの交差点 |             | 29.3                                  | バス（ナッソー・インターカウンティ・エクスプレス）: n21、n27 ホーム有効長1.5両 |
| グレンコーブ 、ダック・ポンド・ロードとピアソール・アベニューの交差点                                       |             | 29.8                                  | |
| ローカスト・バレー 、バーチ・ヒル・ロードとエルム・ストリートの交差点                                       |             | 31.0                                  | この駅から東は単線となる |
| ミルネック                                                                                                  |             |                                       | 1889-1892年に建設されたベイヴィル (Bayville) 駅を置換。1892年11月開業。1998年3月16日閉鎖。                                                                                         |
| オイスターベイ 、マクスウェル・アベニューから離れた、ショア・アベニューとララビー・アベニューの間           |             | 35.0                                  | |